# Градиште (Власотинце)
Градиште је насеље у Србији у општини Власотинце у Јабланичком округу. Према попису из 2022. било је 105 становника.

## Положај и тип
Село лежи у долини Грделичке реке на њеним падинама. Положај је погодан из економских разлога: на блажијим деловима падина су њиве, а на стрмијим деловима су шуме. Вода за пиће добија се из већеr броја кладенаца. Градишту су најближа околна села Дадинце, Ковачева Бара и Доња Лопушња.
Називи потеса на атару су: Самоков, Турско Гумно, Мишина Чука, Шијаковац, Рашин Рид, Морич, Јовчин Рид, Менка, Каракашко Гумно, Симоновац, Симоновачка Долина, Виромет, Пландишка Долина, Обешеник, Старо Села.
У Градишту су махале: Старо Село, Голема Рамња, Горуње, Три Баре и Река. Прва махала је лево од Грделичке реке, а остале су десно. Те су махале међу собом оштро издвоене. Према томе насеље је разбијеног типа. У свему има 105 домова (1961)

## Историја
Месна основна школа постоји од 1845. године.

### Старине и прошлост
С леве стране Грделичке реке диже се брдо Обешеник. А у њеrовој близини је издвојено узвишење Градац. На њему се налазе остаци од некадашње тврђаве: виде се каменови лепљени малтером. Сељак Драгољуб Мицић 1959. тамо је копао надајући се да ће наћи „закопане паре". Становници кажу да су на Градецу „неки пут били Римљани". У унутрашњости узвишења „имало и неки тунели".
С десне стране Грделичке Реке, на граници са Доњом Лопушњом, лежи узвишење Морич, високо 877 м. По свом положају и народној традицији види се да је раније и на њему била тврђава. Традиција наводи, да се у неком рату посада из ових тврђава одупирала непријатељу три године. Она се предала тек када су били прекинути подземни канали који су водили до реке.
У близини узвишења Градац један локалитет носи име Мишина Чука. Тамо су сељаци ископавали остатке од неких старих гpoбова. Стари rробови налажени су и у махали Старо Село.
И у овом селу чује се предање о старијем становништву званом Џидови. Говори се, да су то били „високи људи". Ако би пали „све би се изломили". 3бог тога они су „славили св. Саплетеније". Како се даље наводи у традицији, „данашње племе запатило се" касније, тек кaдa су нестали поменути Џидови.
Када је оснавано данашње село не зна се. По причању, Градиште је најпре било мало насеље: налазило се у данашњој махали Старо Село лево од Грделичке Реке. Тамо је оно имало 7-8 кућа од данашњих родава: Јовчини, Коцићи, Анђелковци, Богулинци и Живковци. У првој половини XIX века то село се „растикало": поједини сељаци основали су нове махале десно од peкe.
Потес Самоков лежи крај Грделичке Реке у близини данашње сеоске школе. Познаје се вада којом је текла вода из реке до самокова. Неки становници из села Дејана крај Власотинца „радили су пут" од самокова до махале Cтapo Село. Тај пут данас се зове Дејански Пут. Тим путем преносила се руда у самоков.
Самоковом су „руководили" Турци из Лесковца. Неки од њих звали су се: Јумер, Пajaзит и Ајдар. Говори се да су ти Турци уједно у6ирали и десетак од сељака. У самокову радили су Срби као ковачи и ћумурџије. Главни ковач био је неки човек од рода Ћурића из суседног Новог Села. Један ковач из Градишта звао се Станко.
Неки Турци, који су боравили у самокову, једном су напали на жену Станка Мутавџиског из овoг села, коју су заклали. 3бог тога ти Турци у Лесковцу били су осуђени на смрт.
У Градишту не постоји црква. Сеоска слава је на Спасовдан. На потесу Виромет „неки пут су играле самовиле".
Године 1932. на атару Градишта и њему околних села десила се „опасна провала облака". Тада је Грделичка Река нагло надошла и однела све баште по долинском дну. До те године крај речног корита „биле су баште и баште". Отада ова река често надолази и пpaви штету по нижим деловима атара.

## Демографија
У насељу Градиште живи 202 пунолетна становника, а просечна старост становништва износи 48,0 година (44,7 код мушкараца и 52,1 код жена). У насељу има 85 домаћинстава, а просечан број чланова по домаћинству је 2,65.
Ово насеље је великим делом насељено Србима (према попису из 2002. године), а у последња три пописа, примећен је пад у броју становника.
|  |

| Демографија | Демографија | Демографија |
| Година      | Становника  | Становника  |
| ----------- | ----------- | ----------- |
| 1948.       | 618         |             |
| 1953.       | 640         |             |
| 1961.       | 617         |             |
| 1971.       | 577         |             |
| 1981.       | 476         |             |
| 1991.       | 318         | 318         |
| 2002.       | 225         | 225         |
| 2011.       | 169         |             |
| 2022.       | 105         |             |

| Етнички састав према попису из 2002.‍ | Етнички састав према попису из 2002.‍ | Етнички састав према попису из 2002.‍ | Етнички састав према попису из 2002.‍ | Етнички састав према попису из 2002.‍ |
| ------------------------------------ | ------------------------------------ | ------------------------------------ | ------------------------------------ | ------------------------------------ |
|                                      |                                      |                                      |                                      |                                      |
| Срби                                 | Срби                                 |                                      | 222                                  | 98,66%                               |
| Румуни                               | Румуни                               |                                      | 1                                    | 0,44%                                |

| Година пописа     | 1948. | 1953. | 1961. | 1971. | 1981. | 1991. | 2002. |
| ----------------- | ----- | ----- | ----- | ----- | ----- | ----- | ----- |
| Број домаћинстава | 105   | 112   | 119   | 138   | 128   | 93    | 85    |

| Број чланова      | 1  | 2  | 3  | 4  | 5 | 6 | 7 | 8 | 9 | 10 и више | Просек |
| ----------------- | -- | -- | -- | -- | - | - | - | - | - | --------- | ------ |
| Број домаћинстава | 13 | 35 | 18 | 11 | 5 | 2 | 1 | 0 | 0 | 0         | 2,65   |

| Пол    | Укупно | Неожењен/Неудата | Ожењен/Удата | Удовац/Удовица | Разведен/Разведена | Непознато |
| ------ | ------ | ---------------- | ------------ | -------------- | ------------------ | --------- |
| Мушки  | 112    | 33               | 75           | 2              | 2                  | 0         |
| Женски | 96     | 10               | 76           | 8              | 1                  | 1         |
| УКУПНО | 208    | 43               | 151          | 10             | 3                  | 1         |

| Пол    | Укупно                    | Пољопривреда, лов и шумарство | Рибарство                            | Вађење руде и камена | Прерађивачка индустрија       |
| ------ | ------------------------- | ----------------------------- | ------------------------------------ | -------------------- | ----------------------------- |
| Мушки  | 58                        | 16                            | 0                                    | 0                    | 0                             |
| Женски | 17                        | 16                            | 0                                    | 0                    | 0                             |
| УКУПНО | 75                        | 32                            | 0                                    | 0                    | 0                             |
| Пол    | Производња и снабдевање   | Грађевинарство                | Трговина                             | Хотели и ресторани   | Саобраћај, складиштење и везе |
| Мушки  | 0                         | 39                            | 0                                    | 0                    | 0                             |
| Женски | 0                         | 0                             | 0                                    | 0                    | 0                             |
| УКУПНО | 0                         | 39                            | 0                                    | 0                    | 0                             |
| Пол    | Финансијско посредовање   | Некретнине                    | Државна управа и одбрана             | Образовање           | Здравствени и социјални рад   |
| Мушки  | 0                         | 0                             | 0                                    | 0                    | 0                             |
| Женски | 0                         | 0                             | 0                                    | 0                    | 0                             |
| УКУПНО | 0                         | 0                             | 0                                    | 0                    | 0                             |
| Пол    | Остале услужне активности | Приватна домаћинства          | Екстериторијалне организације и тела | Непознато            | Непознато                     |
| Мушки  | 0                         | 0                             | 0                                    | 3                    | 3                             |
| Женски | 0                         | 0                             | 0                                    | 1                    | 1                             |
| УКУПНО | 0                         | 0                             | 0                                    | 4                    | 4                             |

## Познате личности
- Илија Стреља, војвода за време Првог српског устанка